# Putrajaya
Putrajaya (ejtsd: Putra Dzsaja) tervezett város Malajziában, Kuala Lumpurtól 25 km-re délre. A szövetségi kormány székhelye és az ország közigazgatási központja. Lakossága 68 ezer fő volt 2010-ben.
Putrajaya fejlesztése az 1990-es évek elején indult meg. 
A város mesterséges tavak és kiterjedt zöld területek között fekszik és a malajziai iszlám várostervezés és építészet kiváló példája.

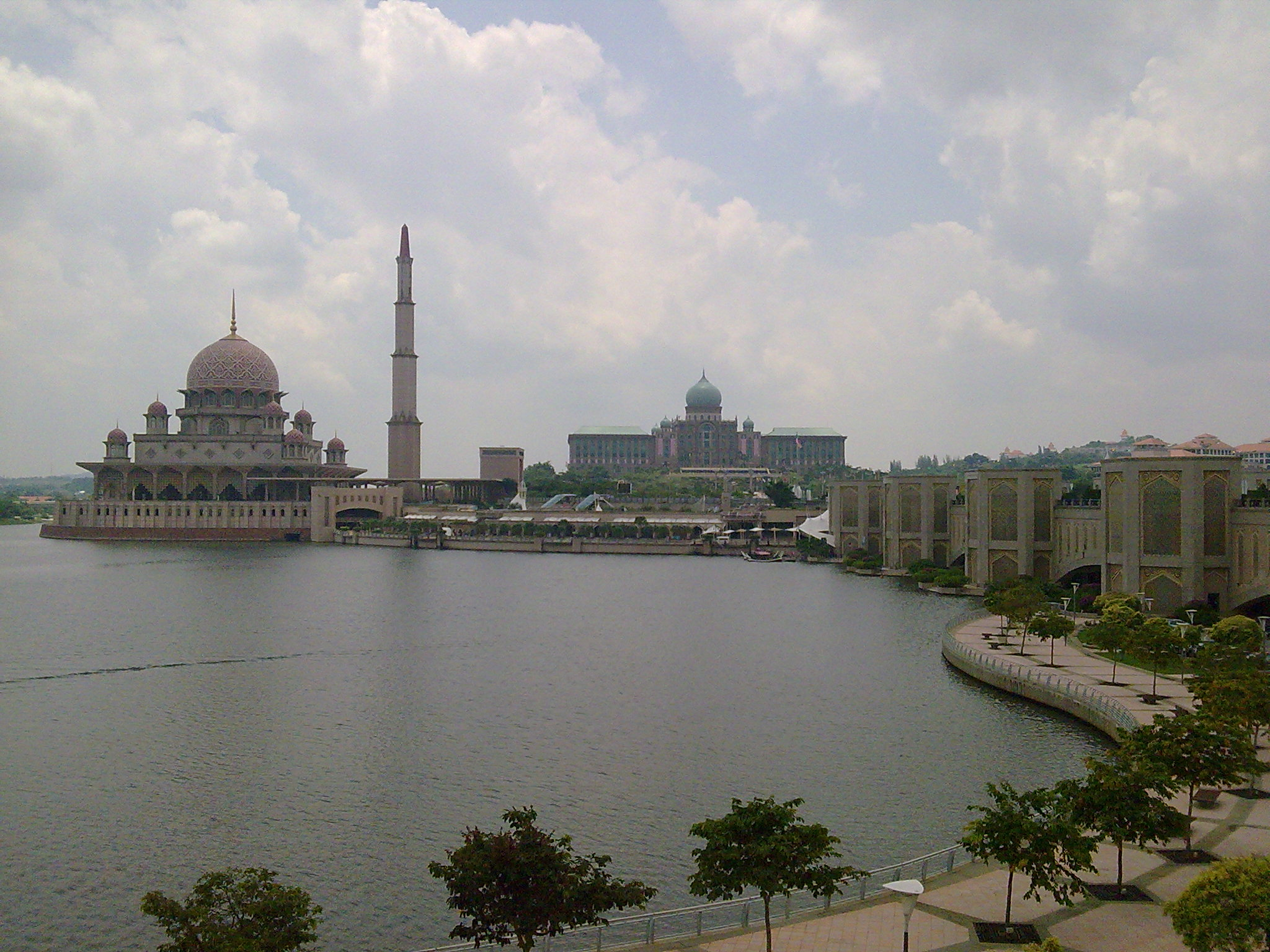
A Putra-mecset és a miniszterelnöki hivatal

## Fő látnivalók
- Istana Melawati palota - a királyi rezidencia
- Istana Darul Ehsan - Selangor szultánjának rezidenciája
- Putra Mosque - mecset
- Perdana Putra - miniszterelnöki hivatal
- Seri Perdana - a miniszterelnök rezidenciája
- Putrajaya International Convention Center

## Fordítás
Ez a szócikk részben vagy egészben  a   Putrajaya című német Wikipédia-szócikk fordításán alapul.  Az eredeti cikk szerkesztőit annak laptörténete sorolja fel. Ez a jelzés csupán a megfogalmazás eredetét és a szerzői jogokat jelzi, nem szolgál a cikkben szereplő információk forrásmegjelöléseként.